# Bibliografia sobre Santos Dumont
Esta é uma lista com as obras escritas sobre o inventor brasileiro Santos Dumont. Estima-se que exista mais de "três dezenas" de obras sobre o aviador e  esta lista baseia-se em grande parte no artigo Ramalho 2013, com algumas obras não consideradas ou lançadas posteriormente a publicação do artigo.
Entre obras de ficção histórica, é possível citar o "Homem com Asas", do autor Arthur Japin.

## Obras
| Título                                                                                 | Autor                                               | Ano  | Editora                            | ISBN OL                | Fonte         |
| -------------------------------------------------------------------------------------- | --------------------------------------------------- | ---- | ---------------------------------- | ---------------------- | ------------- |
| A conquista do ar pelo aeronauta brasileito Santos-Dumont                              | Anônimo                                             | 1901 |                                    |                        | [ 3 ]         |
| Navegação aérea                                                                        | Horácio de Carvalho                                 | 1901 | Typographia do "Diario official"   |                        | [ 3 ]         |
| The conquest of the air                                                                | John Alexander                                      | 1902 | A. Wessels company                 | OL4791516W             | [ 4 ]         |
| Le progrés de la navigation aérienne et les expériences de Santos-Dumont               | Jules Armengraud                                    | 1902 |                                    |                        | [ 5 ]         |
| Santos Dumont. Sua vida, seus feitos, sua glória                                       | Fausto de Almeida Penteado                          | 1932 |                                    |                        | [ 6 ]         |
| Vida de Santos Dumont                                                                  | Ofélia Fontes e Narbal Fontes                       | 1935 |                                    |                        | [ 6 ]         |
| Vencendo o azul                                                                        | José de Oliveira Orlandi                            | 1935 |                                    |                        | [ 7 ]         |
| Santos Dumont                                                                          | Godin da Fonseca                                    | 1940 |                                    |                        | [ 8 ]         |
| Santos-Dumont: o pioneiro do ar                                                        | Alexandre Brigole                                   | 1941 |                                    |                        | [ 9 ]         |
| Santos Dumont e a conquista do ar                                                      | Aluísio Napoleão                                    | 1941 | Imprensa Nacional                  |                        | [ 9 ]         |
| Documentos e depoimentos sobre os trabalhos aeronáuticos de Santos Dumont              | Aluísio Napoleão                                    | 1941 | Ministério das Relações Exteriores |                        | [ 9 ]         |
| A história do aeroplano                                                                | Artur de Miranda Bastos                             | 1943 |                                    |                        | [ 5 ]         |
| Os primeiros passos da aviação                                                         | Guilherme Hevesy                                    | 1944 |                                    |                        | [ 5 ]         |
| Pequena história da aviação                                                            | Matias Arrudão                                      | 1948 |                                    |                        | [ 10 ]        |
| Santos Dumont gênio                                                                    | Raul de Polillo                                     | 1950 |                                    |                        | [ 11 ]        |
| Santos Dumont maitre d'action                                                          | Pierre Paquier                                      | 1952 |                                    |                        | [ 11 ]        |
| Quem deu asas ao homem                                                                 | Henrique Dumont Villares                            | 1953 |                                    |                        | [ 11 ]        |
| Santos-Dumont the father of aviation                                                   | Henrique Dumont Villares                            | 1956 |                                    |                        | [ 12 ]        |
| Alberto Santos Dumont                                                                  | Oscar Fernandez Brital                              | 1955 |                                    |                        | [ 12 ]        |
| Anais da Fundação Santos Dumont                                                        | José de Oliveira Orlandi                            | 1959 |                                    |                        | [ 12 ]        |
| Santos-Dumont: a study in obsession                                                    | Peter Wykeham                                       | 1962 |                                    |                        | [ 12 ]        |
| Santos-Dumont: o retrato de uma obsessão                                               | Peter Wykeham                                       | 1962 |                                    |                        | [ 12 ]        |
| O pai da aviação                                                                       | Edmar Morel                                         | 1966 |                                    |                        | [ 13 ]        |
| Os precursores brasileiros da aeronáutica                                              | Pinto de Aguiar                                     | 1975 |                                    |                        | [ 13 ]        |
| As lutas, a glória e o martírio de Santos Dumont                                       | Fernando Jorge                                      | 1973 |                                    |                        | [ 13 ]        |
| Santos-Dumont: história e iconografia                                                  | Fernando Hippólyto da Costa                         | 1982 |                                    |                        | [ 13 ]        |
| Santos Dumont – Dandy et Génie de l’Aéronautique                                       | Stéphane Nicolaou                                   | 1997 | ETAI                               |                        | [ 14 ]        |
| Santos Dumont: o homem que voa!                                                        | Henrique Lins de Barros                             | 2000 | Contraponto                        | ISBN 858591033X        | [ 15 ]        |
| Santos Dumont: Bandeirante dos ares e das eras                                         | Homero Pimentel Paulo Urban                         | 2000 | Medras                             | ISBN 8537000728        | [ 16 ]        |
| Alberto Santos-Dumont: eu naveguei pelo ar                                             | João Luiz Musa Marcelo Breda Mourão Ricardo Tilkian | 2001 | Nova Fronteira                     | ISBN 9788520912324     | [ 15 ]        |
| Santos Dumont e a invenção do vôo                                                      | Henrique Lins de Barros                             | 2003 | Zahar                              | ISBN 8571107149        | [ 15 ]        |
| Wings of Madness                                                                       | Paul Hoffman                                        | 2003 | Hyperion Books                     | ISBN 0-7868-8571-8     | [ 15 ]        |
| Wings of Madness                                                                       | Paul Hoffman                                        | 2003 | Hyperion Books                     | OL15444205M            | [ 15 ]        |
| Asas da Loucura                                                                        | Paul Hoffman                                        | 2003 | Objetiva                           | ISBN 8573025921        | [ 15 ]        |
| Alberto Santos-Dumont: o pai da aviação                                                | Fernando Hippólyto da Costa                         | 2006 | Adler                              | ISBN 8589015122        | [ 15 ]        |
| Santos-Dumont e a invenção do avião                                                    | Henrique Lins de Barros                             | 2006 | CBPF                               | ISBN 85-85752-16-5     | [ 17 ]        |
| Santos-Dumont: um herói brasileiro                                                     | Antonio Sodré                                       | 2006 | Arindiuva                          | ISBN‎ 8560013008        | [ 16 ]        |
| Santos=Dumont. O inovador                                                              | Adriano Batista Dias                                | 2006 | Vieira & Lent                      | ISBN 8588782359        | [ 16 ]        |
| Conexão Wright – Santos Dumont                                                         | Salvador Nogueira                                   | 2006 | Record                             | ISBN 8501074888        | [ 16 ]        |
| Alberto Santos Dumont. Novas Revelações                                                | Cosme Degenar Drumond                               | 2009 | De Cultura                         | ISBN 978-8529301303    | [ 15 ]        |
| Os Balões de Santos-Dumont                                                             | Rodrigo Moura Visoni                                | 2010 | Capivara                           | ISBN 978-8589063364    | [ 18 ]        |
| Santos-Dumont, Aviador Esportista                                                      | L.P. DaCosta A. Miragaya                            | 2016 | Engenho Arte e Cultura             | ISBN 978-85-69153-00-9 | [ 19 ]        |
| E o mundo falava de Santos-Dumont...                                                   | CENDOC                                              | 2021 | CENDOC                             | ISBN 978-65-994256-0-8 | [ 20 ] [ 21 ] |
| Alberto Santos Dumont: "Una centenaria historia de aviación y amistad, en dos visitas" | Norberto Traub                                      | 2022 | IIHAC                              | ISBN 978-956-7973-14-9 | [ 22 ] [ 23 ] |
| E o Brasil falava de Santos-Dumont...                                                  | CENDOC                                              | 2023 | CENDOC                             | ISBN 978-85-53019-53-3 | [ 24 ]        |
| Santos Dumont nas cataratas: “pretendo mesmo escrever um livro sobre o Iguaçu”         | Micael Alvino da Silva                              | 2023 | Unila                              | ISBN 978-65-86342-46-8 | [ 25 ]        |